# Reid Ewing
Reid Ewing (7 novembre 1990) è un attore statunitense.
Ha acquisito notorietà dal 2009, interpretando il personaggio ricorrente di Dylan nella serie Modern Family, per la quale ha anche scritto il brano usato nella colonna sonora di un episodio, In the Moonlight (Do Me), eseguito dal suo personaggio.
Nel 2011 è co-protagonista del film The Truth Below - Verità sepolte ed esordisce al cinema recitando in Fright Night - Il vampiro della porta accanto.

## Vita privata
Nel 2015 ammette di essersi sottoposto a diverse operazioni di chirurgia plastica per modificare il suo aspetto fin dall'età di 19 anni, finché non ne ha sviluppato un'ossessione. Parlando sul suo profilo Twitter della situazione, ha anche fatto coming out dichiarandosi omosessuale.

## Filmografia
- Sunday! Sunday! Sunday! - film TV, regia di Troy Miller (2008)
- In Between Days - corto (2010)
- Buona fortuna Charlie (Good Luck Charlie) - serie TV, 3 episodi (2011)
- Zeke e Luther - serie TV, 4 episodi (2009-2011)
- The Truth Below - Verità sepolte (The Truth Below), regia di Scott Glosserman (2011)
- Fright Night - Il vampiro della porta accanto (Fright Night), regia di Craig Gillespie (2011)
- The Silent Thief, regia di Jennifer Clary (2012)
- Dating Rules from My Future Self - webserie (2012)
- The Silent Thief, regia di Craig Gillespie (2012)
- Newsreaders - serie TV, 1 episodio (2013)
- Crush, regia di Malik Bader (2013)
- 10 Rules for Sleeping Around, regia di Leslie Greif (2013)
- The Power Inside - webserie (2013)
- South Dakota, regia di Bruce Isacson (2013)
- Modern Family - serie TV (2009 - 2020)